# エドクロツヤチビカスミカメ
エドクロツヤチビカスミカメ (Sejanus komabanus) とは、カメムシ目カスミカメムシ科に属する昆虫の1種。

## 概要
エドクロツヤチビカスミカメは、2013年6月に東京大学大学院の石川忠、伊藤元己、アメリカ自然史博物館の安永智秀の研究グループが採集したカメムシ類の個体から発見され、同年12月に、同研究チームが九州の住宅街で採集した Sejanus vivaricolus と共に、クロツヤチビカスミカメ属 (Sejanus) の新種であると発表された。研究チームは東京大学駒場地区キャンパスにおいて約1年間カメムシの採集を行っており、発見された計114種類の中の1つとして発見された。エドクロツヤチビカスミカメの個体はキャンパス内にあるアカメガシワ (Mallotus japonicus) の花から採集された。
学名の種小名 "komabanus" は駒場キャンパスに、和名「エドクロツヤチビカスミカメ」は江戸（東京）で発見されたクロツヤチビカスミカメ属であることに因む。

## 生態
発見されているエドクロツヤチビカスミカメは、体長約2.5mmの雌の成虫1個体のみである。全体的に黒いが、触角や脚に黄色い部分があるのを特徴とする。
エドクロツヤチビカスミカメは昔からその場所に生息していたと考えられているが、生息域が都市化した東京において、断片的に自然の残るキャンパス内で生き残っていたと考えられている。伊藤は「研究者が身近な場所にいる昆虫を徹底的に調べることは少ない。駒場キャンパスのカメムシ類は皇居に匹敵するぐらい多様で、自然環境が豊かと分かった」と述べている。